# Anders Christensson (roddare)
Anders Christensson, född 7 mars 1973, är en svensk roddare och roddtränare. Han är internationellt meriterad då han tillsammans med Mattias Tichy rodde hem en sjätteplacering i dubbelsculler lättvikt under olympiska sommarspelen i Atlanta, USA, 1996. Vid världsmästerskapen på sjön Kaukajärvi i Tammerfors 1995 rodde de hem en silvermedalj i samma båtklass.
Som tränare har han tränat Lassi Karonen.